# Floris Delattre
Pour les articles homonymes, voir Delattre.
Floris Delattre, né le 19 mai 1880 à Haisnes et mort le 23 juillet 1950 dans le 16e arrondissement de Paris, est un professeur de littérature anglaise, poète, écrivain et traducteur français.

## Biographie
Floris Delattre naît le 19 mai 1880 à Haisnes. Il est étudiant en licence à la faculté des lettres de Lille de 1899 à 1901. Il a été reçu premier à l'agrégation d'anglais en 1904 puis docteur ès lettres en Sorbonne le 26 décembre 1911. Il est professeur de Lycée de 1904 à 1912.
Il est chargé de conférences d’anglais à la faculté des lettres de Lille (en remplacement d'Auguste Angellier) en 1912-1913. Il devient  professeur de langue et littérature anglaises le 1er novembre 1920. Il remplace le professeur Louis Cazamian à la Sorbonne pour l'année 1928-1929. Il est professeur de littérature et civilisation anglaises à la faculté des lettres de Lille de 1929 à 1932 puis professeur de langue et littérature anglaises en Sorbonne jusqu'à sa retraite en 1950,. Il est également docteur honoris causa de l'Université d'Oxford (1948).
Il meurt le 23 juillet 1950 dans le 16e arrondissement de Paris.

## Distinctions
- Officier de la Légion d'honneur (30 août 1949)
- Officier d'académie (1911)
- Officier de l'Instruction publique (1920)

## Œuvres
- Robert Herrick. Contribution à l'étude de la poésie lyrique en Angleterre au dix-septième siècle, Félix Alcan, 1911 [lire en ligne]
- Dickens et la France, Paris, J. Gamber éditeur, 1927, prix Montyon de l’Académie française en 1928
- L'Angleterre d'après-guerre et le Conflit houiller. 1919-1926, Paris, Armand Colin, 1930, prix Fabien de l’Académie française en 1931
- Le Roman psychologique de Virginia Woolf, Paris, J. Vrin, 1932, prix Marcelin Guérin de l’Académie française en 1933
- La personnalité d'Auguste Angellier, Paris, J. Vrin , 1944, prix Narcisse-Michaut 1945 et prix Bordin 1946 de l’Académie française

## Pour approfondir